# Guillermo Dávila 5
Guillermo Dávila V es el nombre del quinto álbum de estudio del cantante, compositor y actor de telenovelas venezolano Guillermo Dávila. Fue producido por el cantante, músico y compositor italo-venezolano Rudy La Scala. Fue lanzado al mercado por Sono-Rodven en 1988, donde se desprenden los sencillos: Sin pensarlo dos veces y Fabiola tema principal de la telenovela de ese mismo nombre trasmitida por la televisora venezolana Venevisión en 1989.

## Lista de canciones
1. Tú corazón (Rudy La Scala)
2. Un domingo sin dinero (Rudy La Scala)
3. Me fascina (Rudy La Scala)
4. Sin pensarlo dos veces (Rudy La Scala)
5. Tonterías (Guillermo Dávila)
6. Yo sin ti, Tú sin mi (Rudy La Scala)
7. Así, así (Guillermo Dávila)
8. Qué será de ti y de mi (Rudy La Scala)
9. Fabiola (Rudy La Scala)
10. Nadie ocupa tú lugar (Guillermo Dávila)

- Datos: Q5888492